# حاجز كولوم

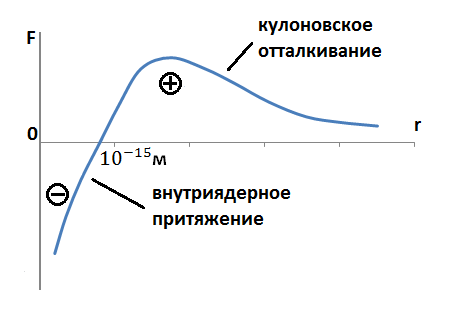

حاجز كولوم أو بئر كولوم في الفيزياء (Coulomb barrier) هي تسمية ترجع إلى قانون كولوم وهو العالم الفيزيائي شارل كولومب (1736–1806) ، وحاجز كولوم هو حاجز من الطاقة ناشيئ عن الـثأير الكهرومغناطيسي المتنافر الذي يمنع شحنتين متماثلتين (مثل نواتي ذرات) من الاقتراب من بعضهما واندماجهما في تفاعل.
يعطى هذا الحاجز بطاقة جهد كهربائي ساكن :
{\displaystyle U_{coul}=k{{q_{1}\,q_{2}} \over r}={1 \over {4\pi \epsilon _{0}}}{{q_{1}\,q_{2}} \over r}}
حيث:
k ثابت كولوم = 8.9876×109 N m² C−2;
ε0 سماحية الفراغ ;
q1, q2 شحنتي الجسيمين المتفاعلين ;
r نصف قطر التآثر .
تولد علامة موجبة للحاجز U قوة تنافر بين الجسمين، حيث تزيد طاقة الجسمين كلما زاد اقتربابهما من بعضهما. أما إذا كانت إشارة U سالبة (أي طاقة جهدية سالبة ) فهي تعني ارتباط بين الجسمين (أي يوجد بينهما تجاذب) .

## تطبيقه على الذرات
يزيد حاجز كولوم بزيادة العدد الذري (أي بزيادة عدد البروتونات في كلتا النواتين المتصادمتين):
{\displaystyle U_{coul}={{k\,Z_{1}\,Z_{2}\,e^{2}} \over r}}
حيث:
e شحنة أولية = 1.602 ×10−19 C,
و Zi العدد الذري للنواة i.
ومن أجل التغلب على جهد التنافر بين النواتين الذريتين فلا بد أن يكون اصطدام النواتين عند سرعات أكبر، بحيث تتغلب طاقتهم الحركية على قوة التنافر بينهما . بالنسبة لنواتين يجب اصطدامهما عند سرعات عالية بحيث تقتربان كافيا من بعضهما لكي تعمل القوة الشديدة على ارتباطهما ببعضهما .(وهذا هو ما يحدث في تجارب معجلات الجسيمات ) .
وطبقا لقوانين الديناميكا الحرارية للغازات تكون درجة الحرارة مقياس لمتوسط سرعة الجزيئات في الغاز . هذا بالنسبة للغاز المثالي أما بالنسبة إلى غاز عادي فيعطينا توزيع ماكسويل-بولتزمان نسبة الجزئيات ذات سرعة معينة كدالة لدرجة حرارة الغاز، وبناء عليه فهو يعطينا نسبة الجسيمات التي تتحرك بسرعات يمكنها التغلب على حاجز كولوم.
في الواقع العملي يكفي لان تكون درجة حرارة الغاز أقل عن المتوقع للتغلب على حاجز كولوم وذلك بسبب وجود ما يسمى بالنفق الكمومي طبقا لنظرية جورج جاموف - وهي ظاهرة كمومية تظهر على المستوي الذري تجعل الجسيم يخترق الحاجز عن طريق نفق . وبالنسبة إلى تفاعل الاندماج النووي فإن اعتبار خاصية النفق الكمومي والتوزيع الحراري لسرعة الجسيمات تؤدي إلى بعض الشروط لكي يتم تفاعل الندماج بالفعل، وتسمى تلك الشروط نافذة جاموف.

## اقرأ أيضا
- هاملتوني (ميكانيكا الكم)
- جهد يوكاوا
- جسيم في صندوق
- مقطع تصادم (فيزياء)
- مقطع نيوتروني
- مقطع نووي
- مقطع تشتت
- حيود
- مطال تشتت
- طول التشتت
- نفق ميكانيكا الكم